# 한창민 (1973년)
한창민(韓昌旼, 1973년 7월 22일~)은 대한민국의 정치인으로 제22대 국회의원이다. 초대 사회민주당 대표이다.
전북특별자치도 진안군 안천면 백화리 출신으로 고등학교 재학 시절에 가족들과 함께 대전광역시 중구로 이주했다. 군대에서 제대한 이후인 2001년부터 노사모 회원으로 활동했다. 노무현 대통령 취임 이후에는 정치 활동에서 잠시 손을 떼고 생활정치네트워크 국민의힘 대전 사무국장에서 활동했다. 또한 2003년부터 2007년까지 열린우리당 내 혁신파 인사들이 조직한 참여정치실천연대에서 활동하기도 했다. 2009년부터 2012년까지 경상남도 김해시에 위치한 봉하마을에서 노무현 전 대통령의 3년상을 치렀고 노무현재단에서 봉하사업본부 운영팀장으로 활동했다. 2021년에는 노무현재단 경영기획본부장을 역임했다.
2012년에 진보정의당 대전광역시당 창당준비위원장으로 추대되어 정계에 복귀했으며 2014년에는 정의당 대전광역시당 초대 위원장으로 선출되었다. 2015년부터 2017년까지 정의당 대변인을 역임했고 2017년부터 2019년까지 정의당 부대표를 역임했다. 2022년 9월 30일에 정의당 내 옛 국민참여당 계열 인사들이 '새로운진보'라는 모임을 결성했을 때 여기에 동참하여 정의당에서 탈당했다. 2023년 10월 1일에는 정호진 전 정의당 대변인과 함께 사회민주당 대표로 선출되었다.
2024년에 실시된 제22대 국회의원 선거에서 더불어민주연합 소속으로 출마를 하였으며 비례대표 순번 10번을 배정받았다. 본 투표 결과 당선권에 들면서 제22대 국회의원으로 당선되었다. 당선 이후 더불어민주연합에서 제명된 이후 원 정당인 사회민주당으로 복귀했다.

## 학력
- 전북 진안군 백화국민학교 졸업
- 전북 진안군 안천중학교 졸업
- 대전대성고등학교 졸업
- 대전대학교 행정학과 졸업
- 공주대학교 교육대학원 일반사회교육학과 교육학 석사(2004년 12월 취득)

## 경력
- 2002. 노사모 국민경선대책위원회 위원
- 2003. 함께하는 세상 대표
- 2010.~2012. 사람사는세상 노무현재단 봉하사업본부 운영팀장
- 2013.~2014. 진보정의당→정의당 대전광역시당 창당준비위원회 위원장
- 2014.~2015. 정의당 대전광역시당 위원장
- 2014.~ 사람사는세상 노무현재단 대전충남세종 지역위원회 공동대표
- 2015.07~2017.07 정의당 대변인
- 2017.07~2019.07 정의당 부대표
- 2021.02~ 사람사는세상 노무현재단 경영기획본부장
- 2024.02~2024.03 사회민주당 임시공동대표
- 2024년 4월 10일 대한민국 제22대 국회의원 선거 당선(비례대표, 더불어민주연합, 초선)
- 2024.05~ 사회민주당 원내대표
- 2024.07~ 사회민주당 당대표
- 언론탄압 저지 야7당 공동대책위원회 위원

### 의정 활동
- 2024년 5월 30일~: 제22대 국회의원(비례대표, 사회민주당, 초선)[A]
  - 2024년 6월~: 제22대 국회 전반기 정무위원회 위원
  - 제22대 국회 혁신적 복지국가로 나아가는 사회권선진국포럼 책임연구위원

## 역대 선거 결과
|  | 1.76% |

|  | 9.67% |

|  | 26.69% |

## 소속 정당
| 소속 정당 | 소속 정당      | 소속 기간 | 비고      |
| --------- | -------------- | --------- | --------- |
|           | 무소속         | 2001~2002 | 정계 입문 |
|           | 개혁국민정당   | 2002~2003 | 창당      |
|           | 무소속         | 2003      | 탈당      |
|           | 열린우리당     | 2003~2007 | 창당      |
|           | 대통합민주신당 | 2007~2008 | 합당      |
|           | 무소속         | 2008~2012 | 탈당      |
|           | 진보정의당     | 2012~2013 | 창당      |
|           | 정의당         | 2013~2022 | 당명 변경 |
|           | 무소속         | 2022~2024 | 탈당      |
|           | 사회민주당     | 2024      | 창당      |
|           | 무소속         | 2024      | 탈당      |
|           | 새진보연합     | 2024      | 입당      |
|           | 무소속         | 2024      | 탈당      |
|           | 더불어민주연합 | 2024      | 입당      |
|           | 무소속         | 2024      | 제명      |
|           | 새진보연합     | 2024      | 복당      |
|           | 무소속         | 2024      | 제명      |
|           | 사회민주당     | 2024~현재 | 복당      |

## 같이 보기
- 대한민국 제22대 국회의원 선거 더불어민주연합 후보 목록#비례대표